# Enlace nacional
Enlace nacional es un noticiero de fuentes múltiples peruanas, creado por Red TV (Actualmente America Next). Es transmitido por varios medios de comunicación a nivel nacional, con varias ediciones también disponibles en Internet. El programa también cuenta con columnistas especializados en economía, política, espectáculos, entre otros donde se asocia a los programas Enlace Deportivo y No Apto Para Adultos (programa relativo al interés infantil, y afiliada a la ONG holandesa Freevoice).
Ganó el premio Creatividad Empresarial en el rubro de comunicaciones, organizado por la UPC, El Comercio, Grupo RPP y el Grupo ATV, dedicado a las empresas más innovadoras de 2008.
Actualmente, está alojado en varias cadenas de televisión, así como en la web: Blip.tv y YouTube (parte del material es licenciado bajo Creative Commons).

## Canales de televisión donde se transmite

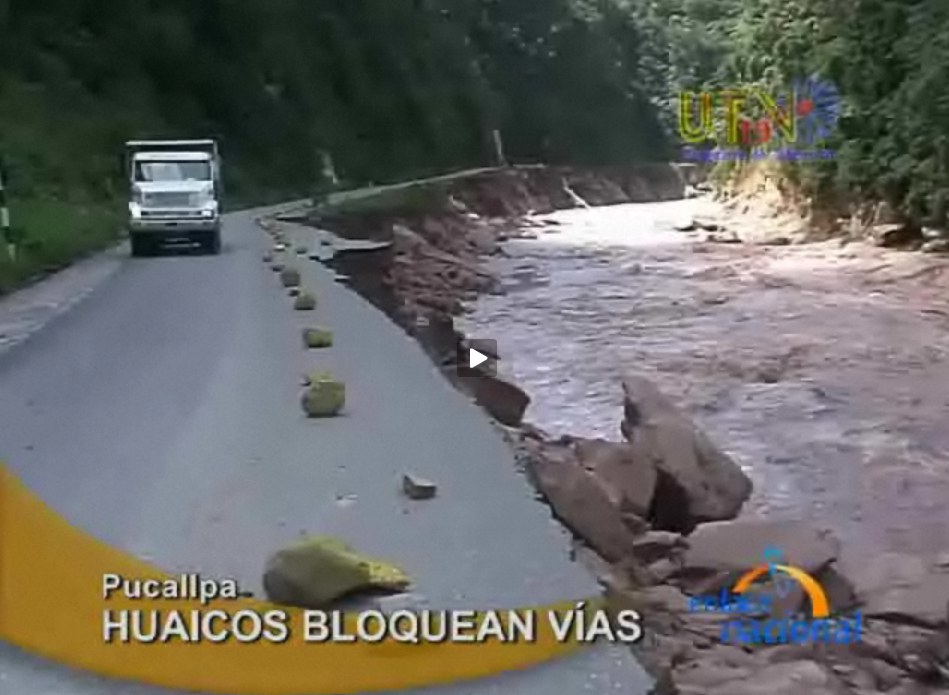
Captura de una imagen informando un huaico de la carretera Federico Basadre por la cadena Ucayalina de Televisión.

Se transmite a través de 35 canales de televisió a nivel nacional:
- Abancay – Sur Andina de Radio y Televisión SARTV
- Andahuaylas – Chanka Visión
- Arequipa – TV Mundo
- Ayacucho – YUMI TV
- Bagua – Telersat
- Cajamarca – TV Municipal
- Cerro de Pasco – Pasco TV Canal 2
- Chimbote – Canal 31
- Chota – Radio Televisión Chota
- Cusco – TV Mundo y TEVESUR
- Huancayo – Radiodifusora CICOMSA
- Huanta – TVISAC
- Huánuco – Más TV – Canal 41
- Ica – Ica TV
- Iquitos – Amazónica de Televisión
- Quillabamba – Television Quillabamba – HorizonteTV
- Juliaca – Televisión del Sur
- Lima – TV Cultura y Villa TV Canal 45 (en Villa El Salvador)
- Moquegua – Primavera TV Canal 15
- Pisco – Orión TV
- Pucallpa – Ucayalina de Televisión
- Puno – Foro TV
- Sicuani – CECOSDA
- Tarapoto – Televisión Tarapoto Sonora Comercial
- Tacna – UNO TV
- Tingo María – Perú TV – InfoRegión
- Trujillo – Antena Norte
- Virú – Stelar TV
- Yurimaguas – Lorecom
- También tiene transmisiones internacionales a través de la cadena Sur Perú.